# Моринь (гміна)
Гміна Моринь (пол. Gmina Moryń) — місько-сільська гміна у північно-західній Польщі. Належить до Ґрифінського повіту Західнопоморського воєводства.
Станом на 31 грудня 2011 у гміні проживало 4435 осіб.

## Територія
Згідно з даними за 2007 рік площа гміни становила 124.86 км², у тому числі:
- орні землі: 59.00%
- ліси: 26.00%

Таким чином, площа гміни становить 6.68% площі повіту.

## Населення
Станом на 31 грудня 2011:
| Опис     | Загалом | Загалом | Чоловіки | Чоловіки | Жінки | Жінки |
| -------- | ------- | ------- | -------- | -------- | ----- | ----- |
| одиниця  | осіб    | %       | осіб     | %        | осіб  | %     |
| все      | 4435    | 100     | 2164     | 48.79    | 2271  | 51.21 |
| міське   | 1646    | 100     | 757      | 45.99    | 889   | 54.01 |
| сільське | 2789    | 100     | 1407     | 50.45    | 1382  | 49.55 |

## Сусідні гміни
Гміна Моринь межує з такими гмінами: Мешковіце, Тшцинсько-Здруй, Хойна, Цединя.